# Eigenlöhnerzeche
Eine Eigenlöhnerzeche, auch Eigenlöhnergrube genannt, ist ein Bergwerk, das von einem Eigenlöhner als Alleinbesitzer oder Mitbesitzer geführt und betrieben wird. Eigenlöhnerzechen hatten bergrechtlich die Auflage, dass sie von nicht mehr als acht Leuten betrieben werden dürfen. Von diesen müssen wenigstens vier mit ihren eigenen Händen die Arbeit auf dem Bergwerk verrichten.

## Aufbau und Struktur der Bergwerke
Eigenlöhnerzechen waren, bedingt durch das geringe Eigenkapital der Besitzer, sehr kleine Bergwerke. Die Grubenbaue dieser Bergwerke waren möglichst klein gehalten, Möglichkeiten zur Exploration und Erweiterung des Grubengebäudes gab es, aufgrund des mangelnden Kapitals der Eigentümer, so gut wie keine. Die technische Ausstattung mit Geräten und Maschinen war sowohl unter Tage als auch über Tage nur sehr unzureichend.